# Waldleiningen
Waldleiningen est une municipalité de la Verbandsgemeinde Hochspeyer, dans l'arrondissement de Kaiserslautern, en Rhénanie-Palatinat, dans l'ouest de l'Allemagne.

## Géographie

Localisation de Waldleiningen dans la Verbandsgemeinde et dans l'arrondissement.

## Lieux et monuments

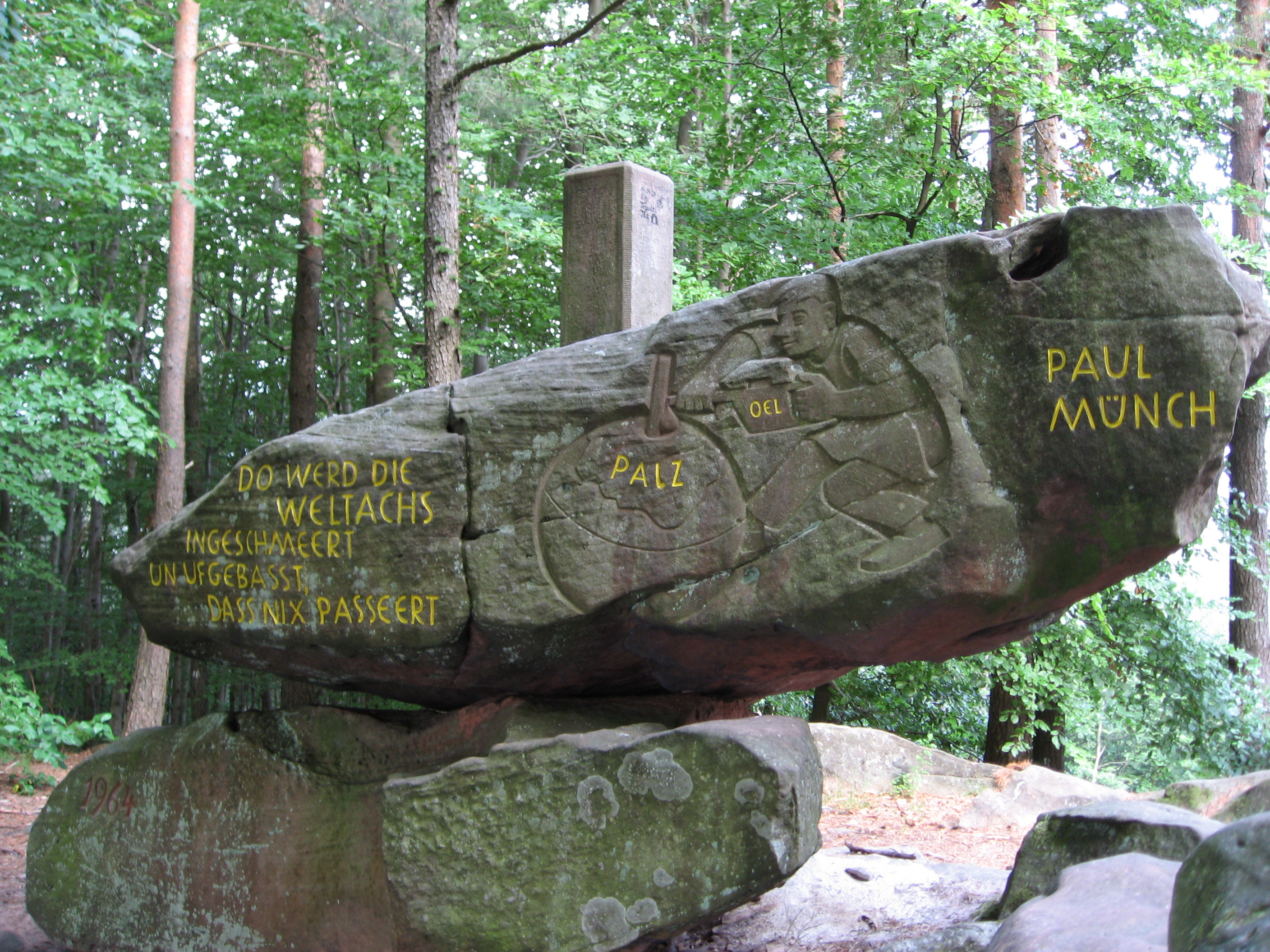
Pfälzische Weltachse (Palatinat, axe du monde).
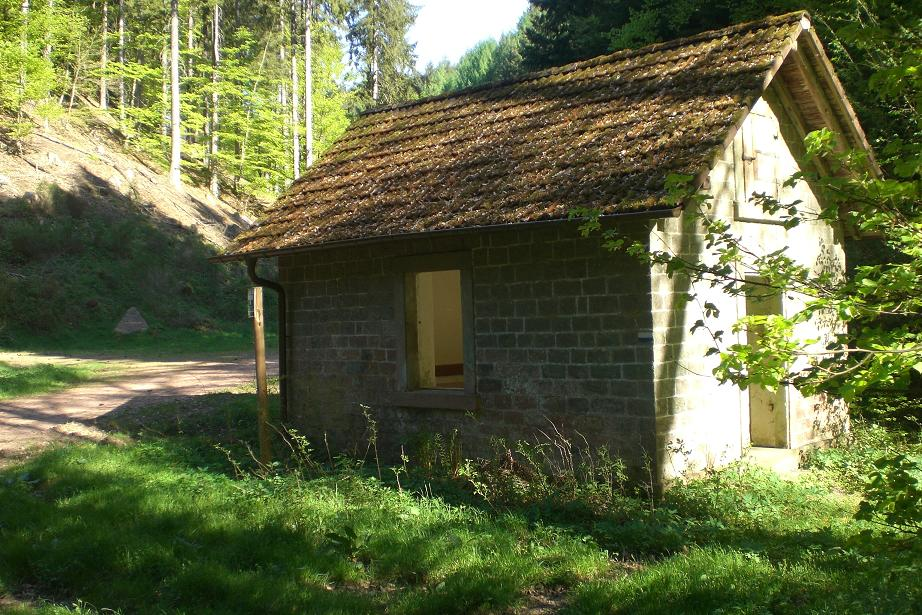